# Tramwaje w Toyamie

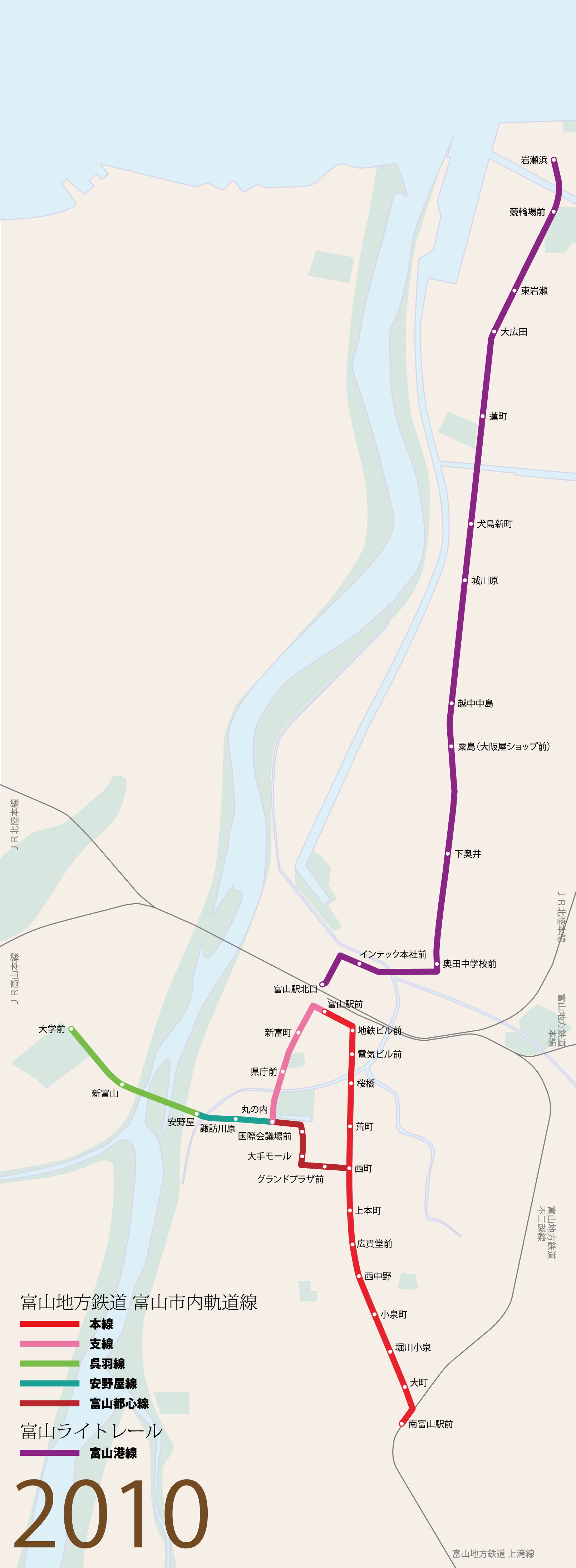
Schemat linii tramwajowych w Toyamie w 2010

Tramwaje w Toyamie − system komunikacji tramwajowej działający w japońskim mieście Toyama.

## Historia

### Klasyczny tramwaj
Pierwszą linię tramwajową w Toyamie otwarto w 1913. Do 1936 system rozbudowano i składał się z tras o łącznej długości 10,8 km. Po 1960 liczba pasażerów zaczęła maleć i zlikwidowano część linii. W 2009 wybudowano jednotorowy odcinek o długości 1,1 km, który połączono z istniejącą linią tramwajową. Linię tę nazwano Centram. Dzięki temu powstała pętla, którą obsługują tramwaje GT4K-ZR. Napięcie w sieci trakcyjnej wynosi 600 V DC. Obecnie działają trzy linie na trasie o długości 7,5 km.

### Toyama Light Rail (Portram)
W 1924 otwarto linię kolejową z Toyamaguchi do Iwasehama. W 1927 wydłużono linię od stacji Toyamaguchi do dworca kolejowego Toyama. W 1943 linia została wykupiona przez państwo. W 1967 zmieniono napięcie w sieci trakcyjnej z 600 V DC na 1500 V DC. W 2004 ogłoszono, że linia zostanie przebudowana na lekką kolej. 1 marca 2006 zawieszono przewozy, aby dostosować linię do nowego taboru między innymi poprzez budowę niskich peronów, budowę nowych mijanek oraz zmianę napięcia w sieci trakcyjnej na 600 V DC. Linię ponownie otwarto 29 kwietnia. Linia ma 8 km długości i 10 przystanków. Planowane jest połączenie linii Portram i tramwaju kursującego przez centrum miasta. 
Trasa linii Portram:
- dworzec kolejowy Toyama − Iwasehama

## Tabor
Do obsługi linii klasycznego tramwaju jest 20 tramwajów:
- seria 7000 − 12 wagonów wyprodukowanych w latach 1957−1963
- seria 8000 − 5 wagonów wyprodukowanych przez Nippon Sharyo w 1993

Pojemność wagonów serii 8000 wynosi 90 pasażerów. Wraz z oddaniem do eksploatacji linii Centram w 2009 zakupiono 3 tramwaje serii 9000(GT4K-ZR). 
Do obsługi linii Portram jest 7 tramwajów serii TLR0600 (GT4K-ZR). Tramwaje GT4K-ZR (TLR0600 i 9000) są dwuczłonowe i dwukierunkowe mają 18,4 m długości i 2,4 m szerokości. Podłoga znajduje się 30 cm nad główką szyny. Pojemność tramwaju to 80 pasażerów w tym 28 na miejscach siedzących. Prędkość konstrukcyjna tramwajów to 70 km/h. Wagony wyprodukowała firma Nigata Transys Co. ltd na licencji Bombardier Transportation.

## Galeria

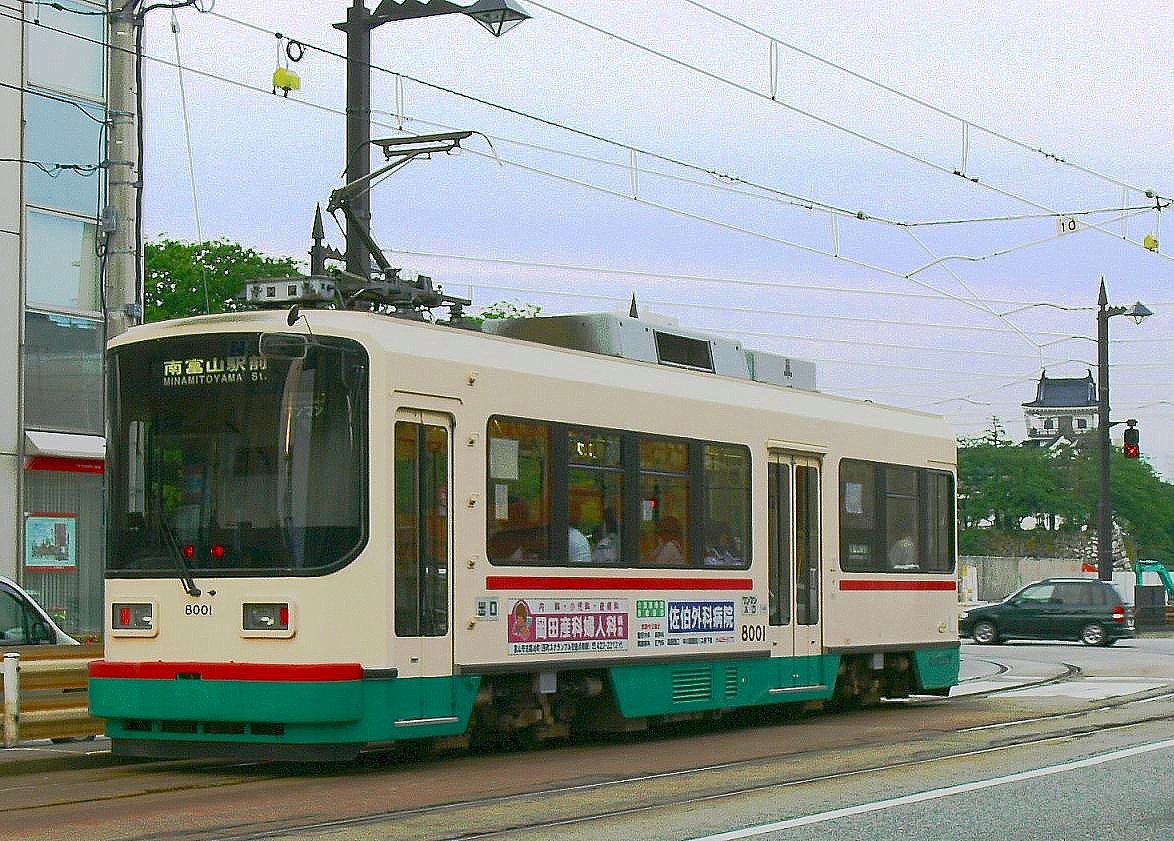
Tramwaj serii 8000
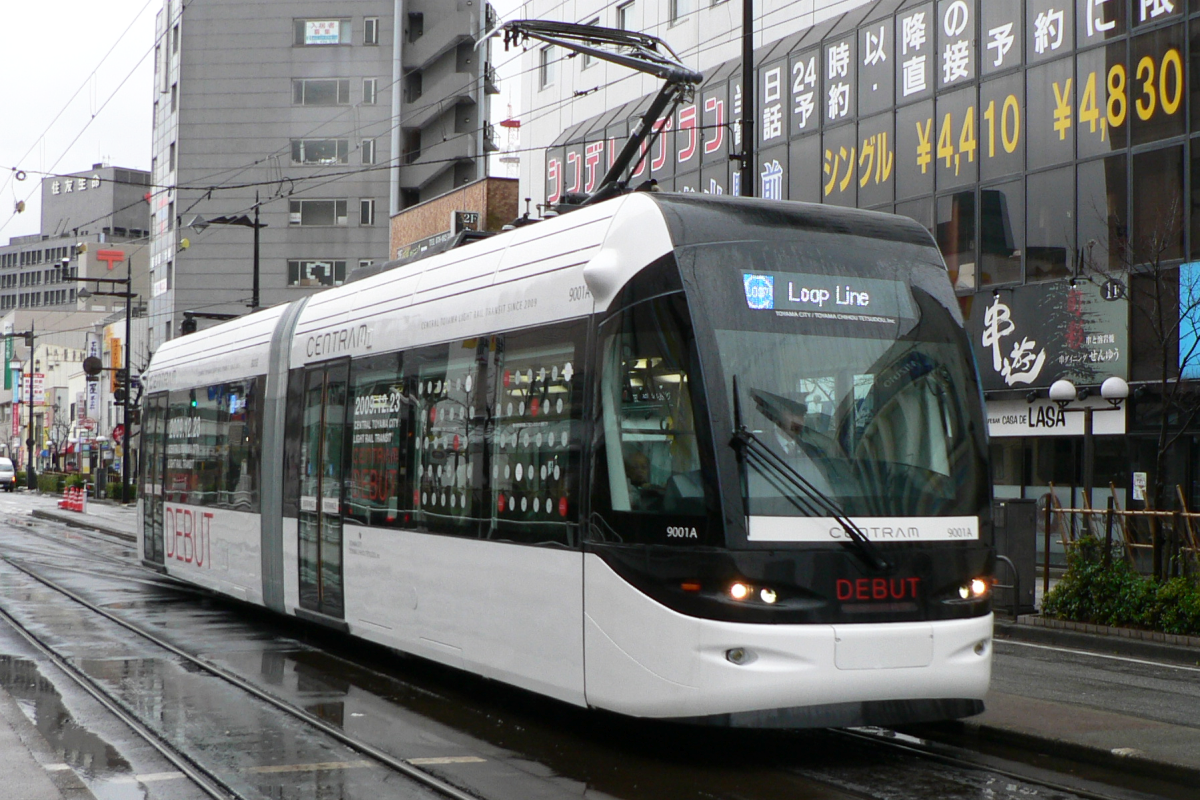
Tramwaj serii 9000 zakupiony dla linii „Centram”
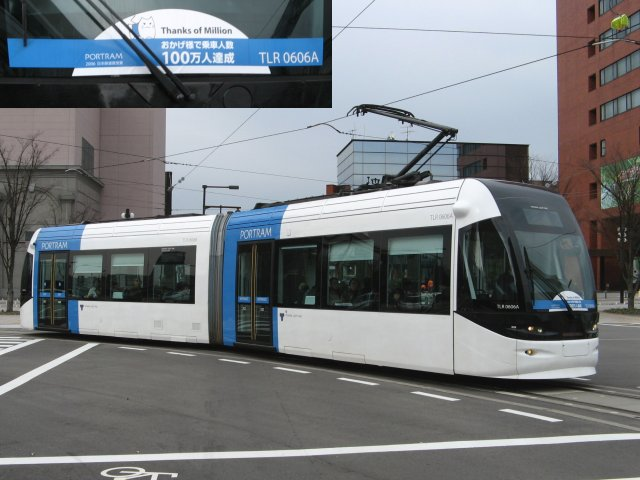
Tramwaje TLR0600 na linii „Portram”